# 巴拉什兄弟百货公司

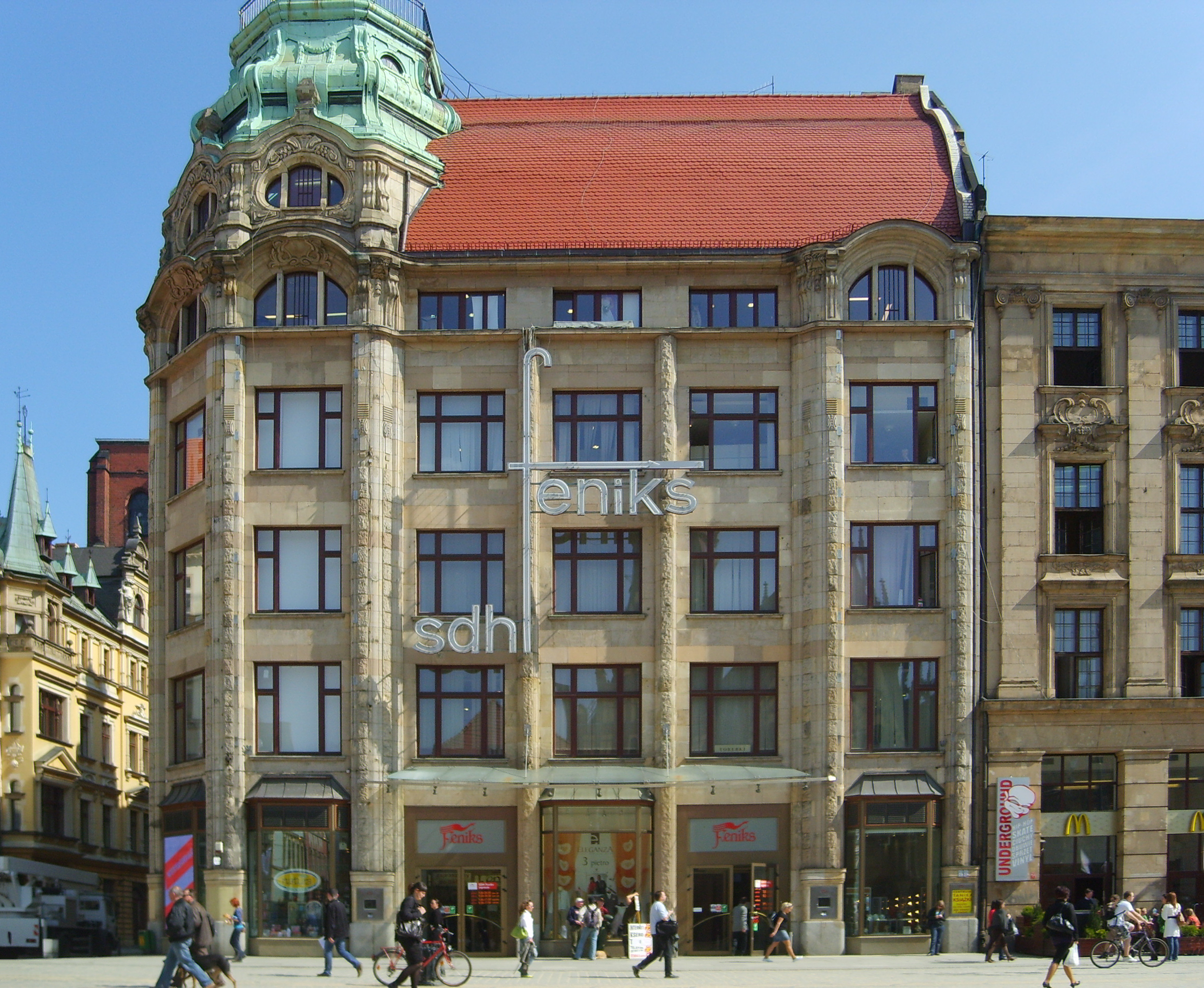
巴拉什兄弟百货公司

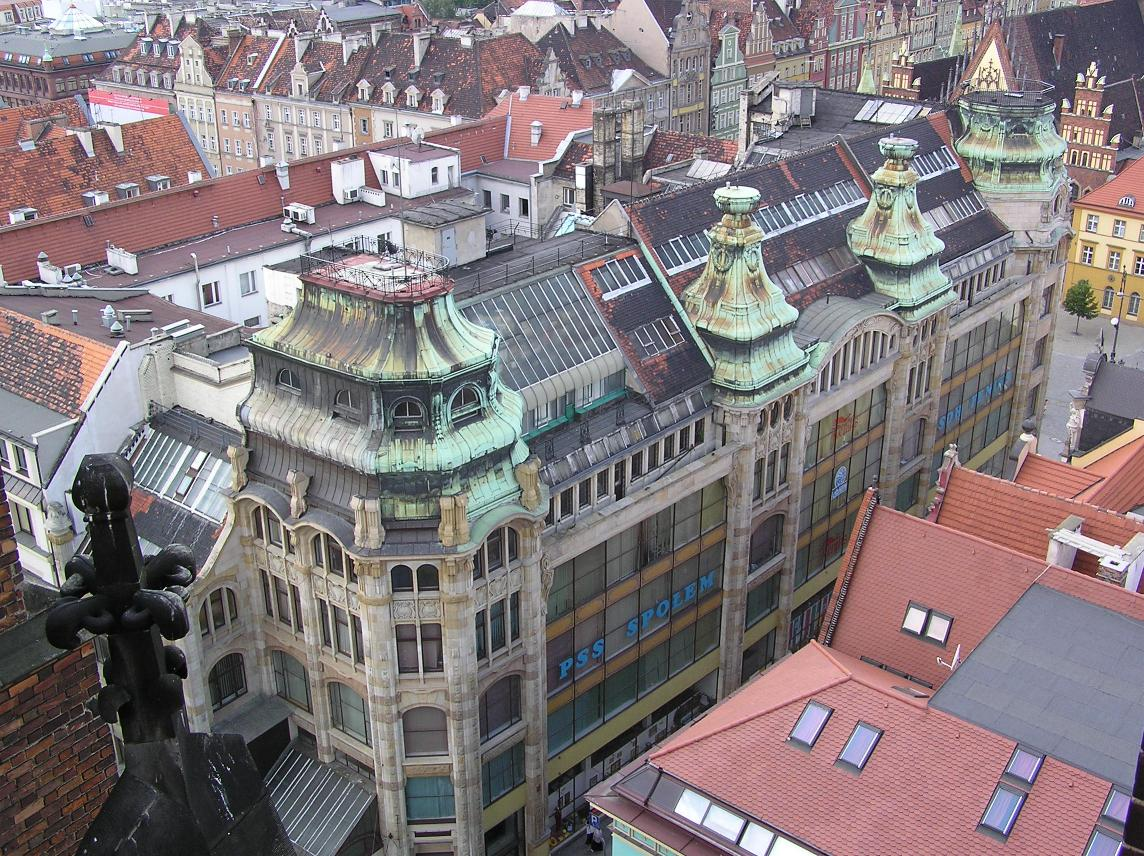

巴拉什兄弟百货公司（德語：Warenhaus Gebrüder Barasch）是波兰城市弗罗茨瓦夫（原德国城市布雷斯劳）一间百货公司的原名，位于中央集市广场的东侧，与鞋子桥（德語：Schuhbrücke，今Szewska街）之间。今天，这座建筑内开设的是凤凰百货公司（波蘭語：Dom Handlowy Feniks）。 
从1902年到1904年，德国犹太商人巴拉什家族委托建筑师乔治·施耐德兴建了这座建筑，于1904年10月4日开业。1929年，原来面临集市广场的新艺术运动立面改为简化的，现代派的外观。在鞋子桥和后市场（德語：Hintermarkt，今鸡市场，波兰语 Kurzy Targ）转角处主塔上已被雷击损坏的巨大的玻璃球，也被拆除。
纳粹党上台后，犹太人巴拉什家族受到压力，在1934年和1935年之交，决定出售其连锁百货公司，并离开这个国家，甚至在犹太企业正式雅利安化开始之前。
像布雷斯劳老城的所有建筑一样，这座建筑也在第二次世界大战的最后阶段遭到严重损坏，然而，波兰政府在1945年成立后，立即开始重建，1946年8月7日该建筑底层恢复原来的用途。从1961年起，这座建筑全面翻修和现代化；第二和第三层增加为零售空间。1965年，以凤凰百货公司的名称重新开张。1995年，该公司从当地政府买下这座建筑，目前，该建筑正在经历另一次装修。